# ウィーン川

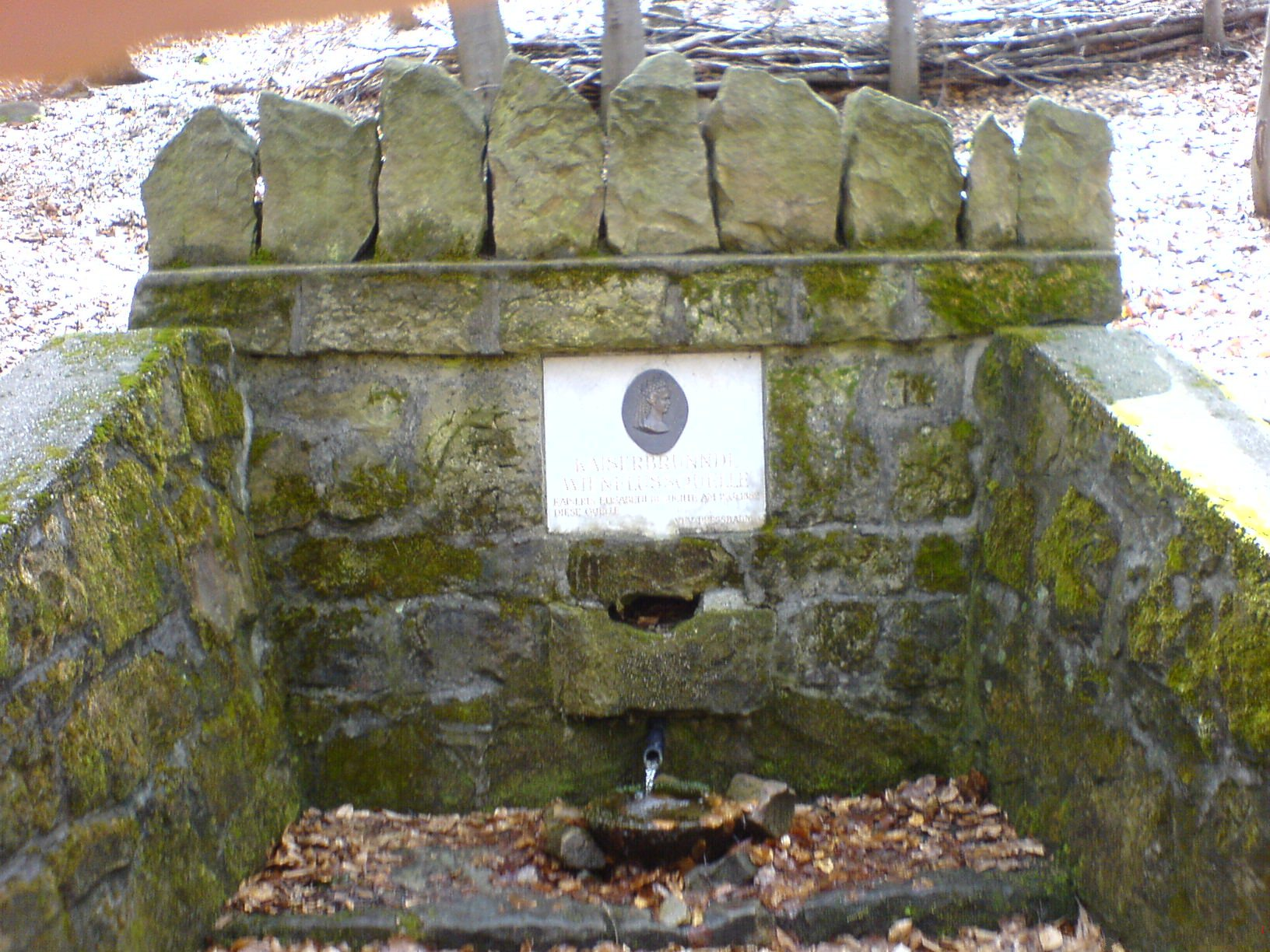
「カイザーブリュンドル」（「皇帝の泉」）。プレスバウム市のウィーン川水源。

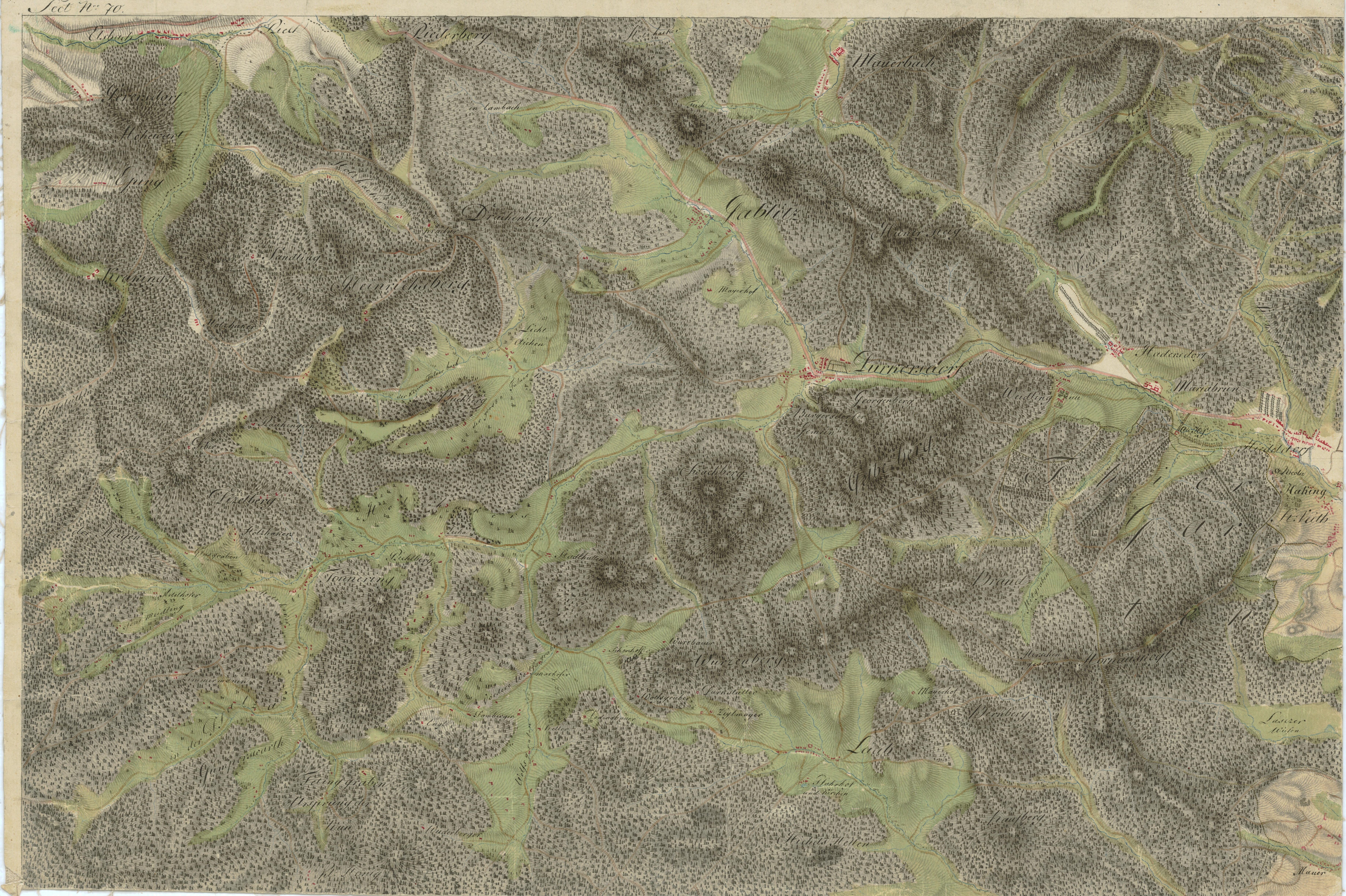
1790年頃。「ヒーデルドルフ」村に至る「ウィーンの森」内のウィーン川の流路。当時の水源は「ウィーンの森」内のヴォルフスグラーベン西部にあった（左下の真ん中付近に「フェーリンググラーベン/ウィーン川の水源」とある。皇帝ヨーゼフ2世による地形図作成事業から）

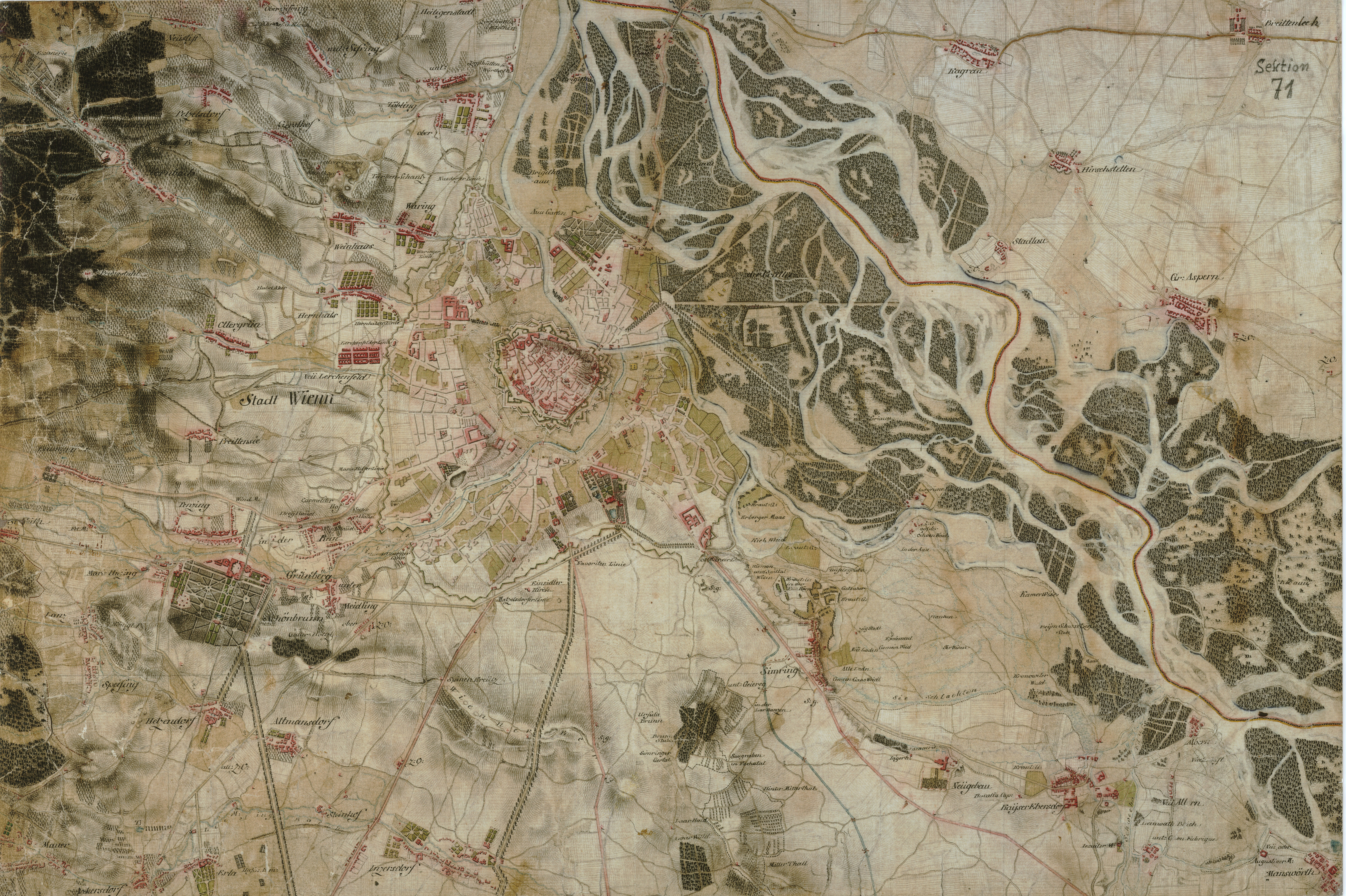
1790年頃の地図。ウィーン市内では川幅が広がり、水車用小川などの支流も増えていく

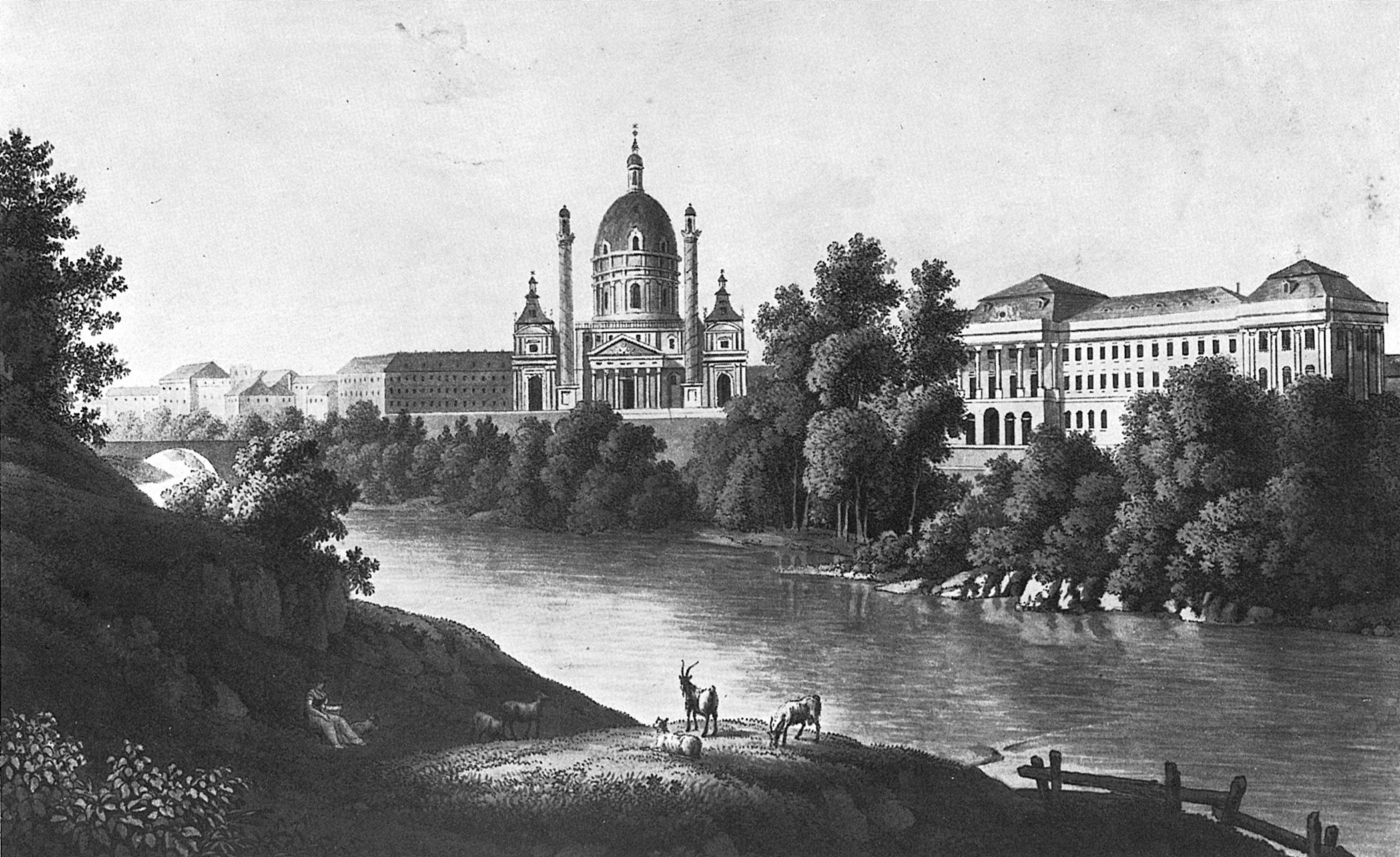
1822年のウィーン川（後のカールスプラッツ広場周辺）

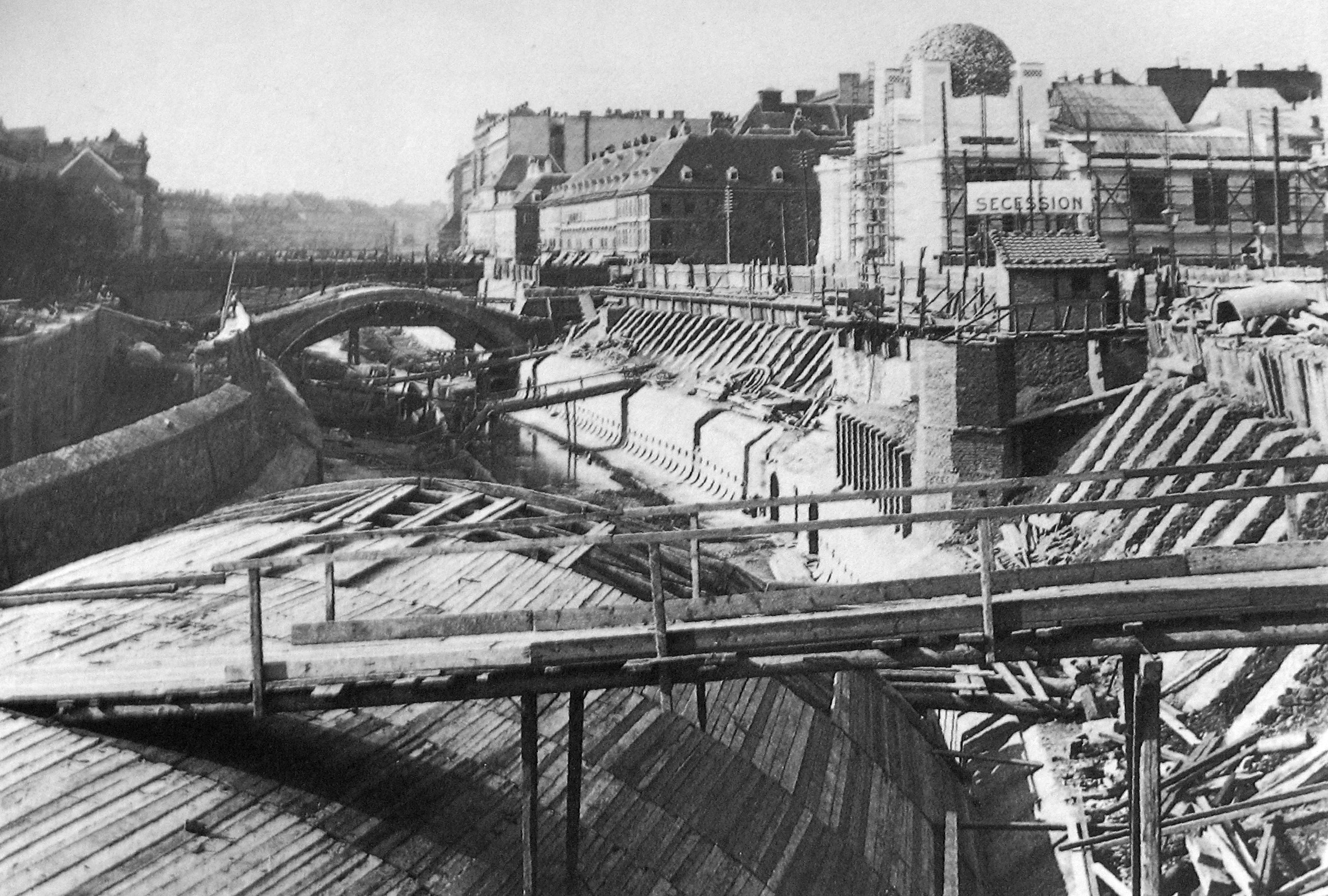
1898年の改修工事の様子（上流を臨む）。右側後方にセセッション館（ウィーン世紀末芸術）が見える。

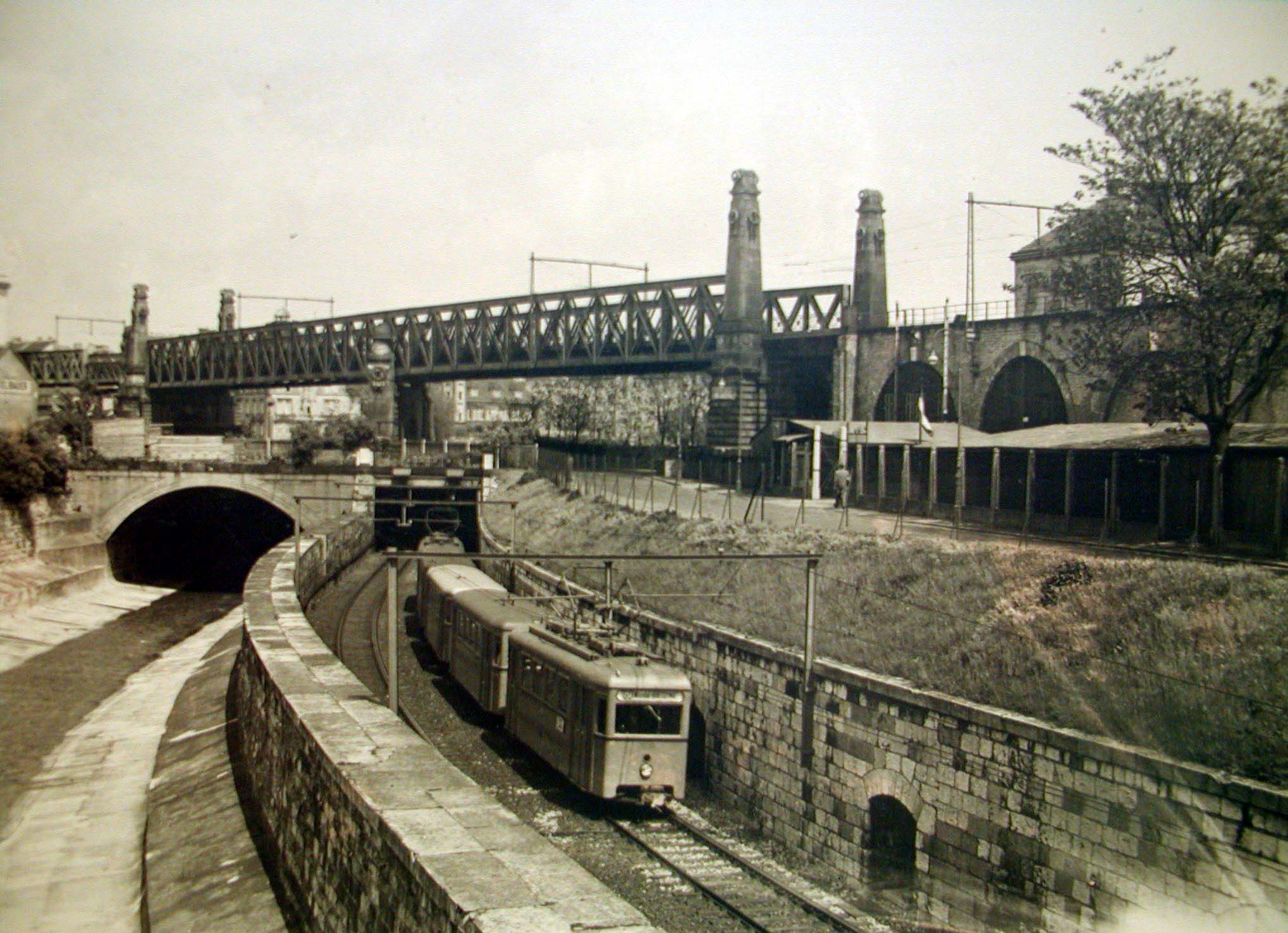
1945年以降のシュタットバーン（市営電車）時代の様子。写真の線路は現在は地下鉄U4線となっており、上にかかる橋には現在は地下鉄U6線が通る。

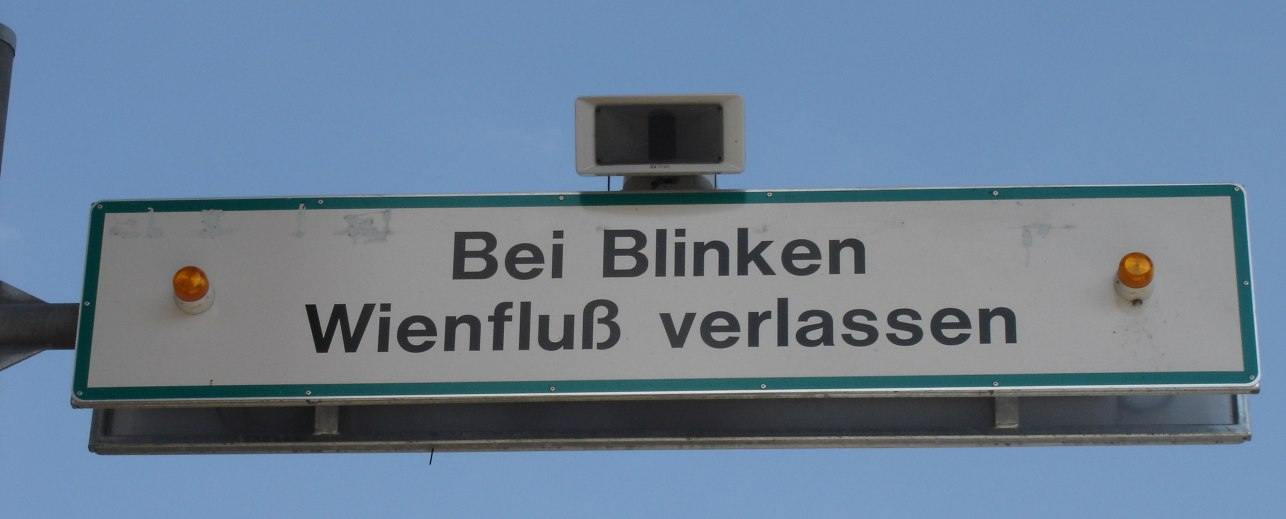
河川敷の一部は遊歩道が設けられ、市民の憩いの場となっている。写真は増水時の警告版で、「ランプが点滅したらウィーン川から退避せよ」と書かれている。

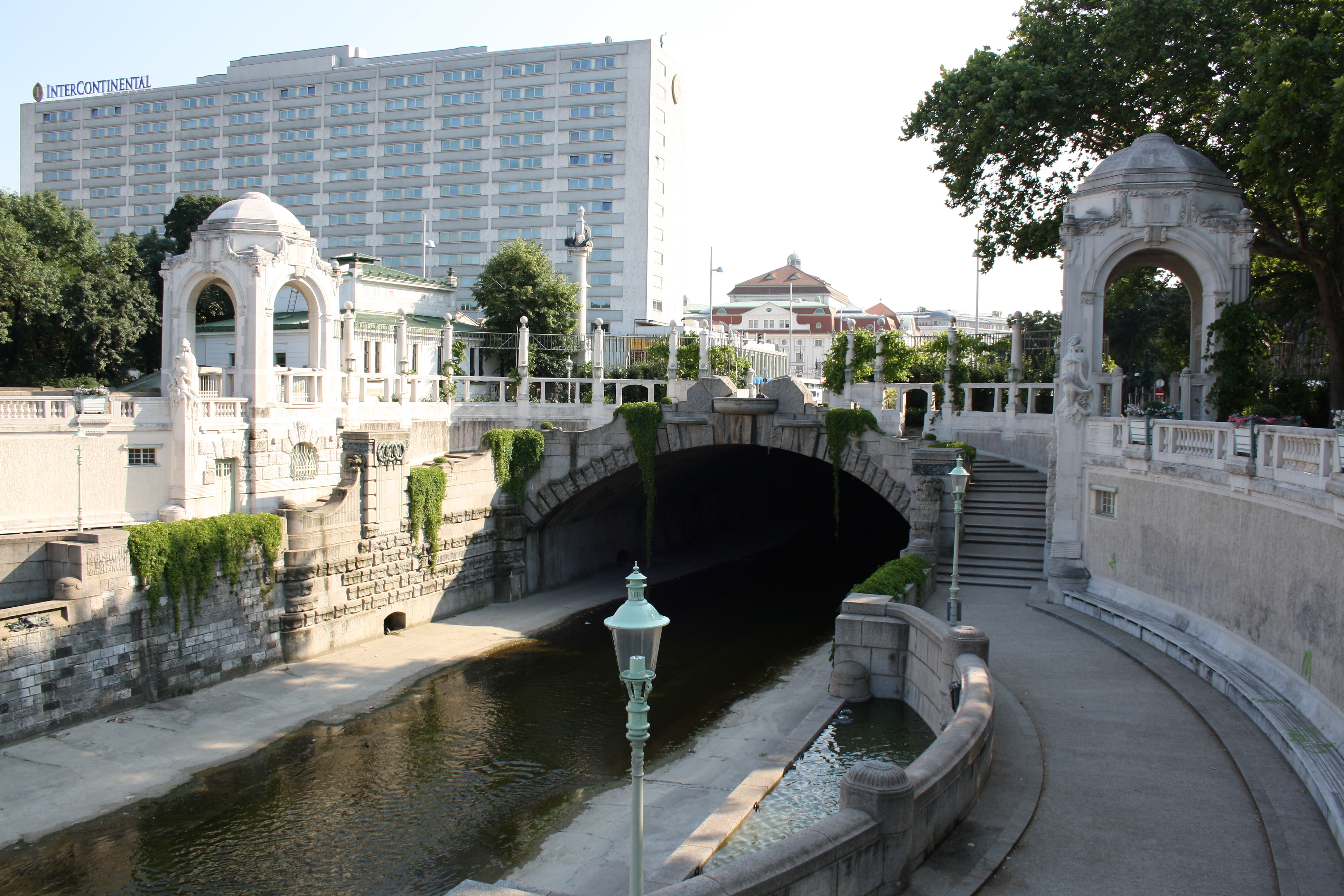
ウィーン市立公園のウィーン川の橋門（建築家フリードリヒ・オーマンの製作）の様子。1区と3区の境界、Johannesgasse、上流を臨む。

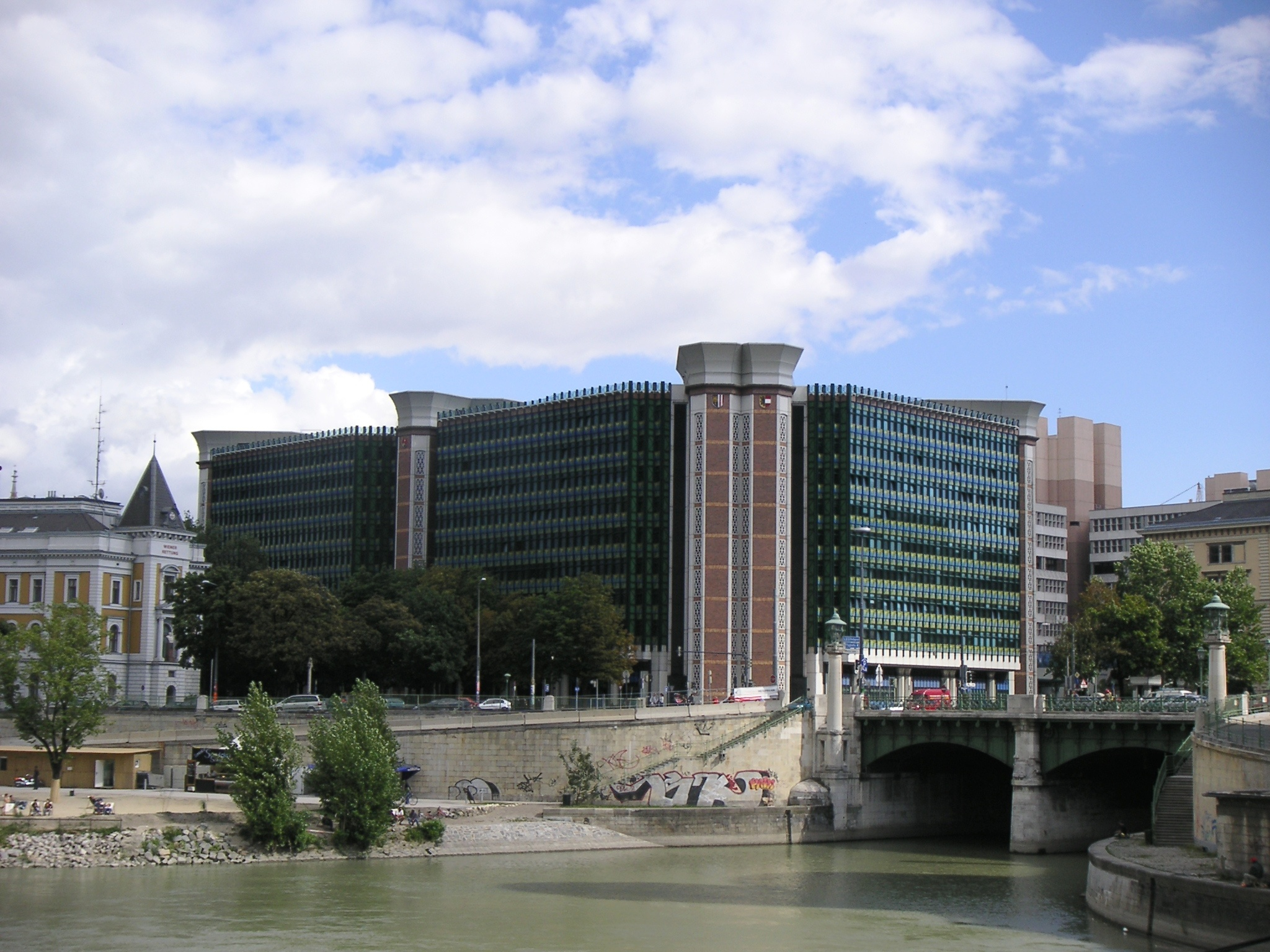
ラデツキー橋（右下）を過ぎるとドナウ運河（手前の川）へ注ぎ、ウィーン川の終着地点となる。奥の建物は州政府庁舎。

ウィーン川（ドイツ語：die Wien, der Wienfluss）は、ウィーンの森の西部に位置するレーカヴィンケル地区に水源を発し、ウィーン市1区と3区の境目にあるウラニア（天文台などが入るビル）の地点でドナウ運河に注ぐオーストリアの河川。全長は34㎞、流域面積は221.2 km²。市街地を流れる川という印象が強いが、河川としてはアルプス的な性質を有し、ホワイトウォーターに分類される。
「ウィーン川」の呼称は、ドイツ語では都市名の「ウィーン」と同じWienとなるが、川は女性名詞 (die Wien) 、都市名は中性名詞 (das Wien) であるため、ドイツ語話者に混乱が起きることはない。例えば、ウィーン市内のアン・デア・ウィーン劇場 (Theater an der Wien) は、an derが女性形（与格）であることが明らかなため、「ウィーン川沿いの劇場」の意味に一義的に決まる。これをTheater am Wien（架空名。amが中性形）とすれば、「ウィーン市沿いの劇場」（市の境界に隣接する、など）の意味になる。

## 地理

### 地質学的性質
ウィーン川の流域はウィーンの森の砂岩地帯に当たる。砂岩の地面は降水や融雪水を吸収しにくい上に、ウィーン川は水源からしばらくは落差が非常に大きいため、強雨時には短時間で一気に流量が増加しやすい。2009年7月6日には、ウィーン市内のケネディ橋（シェーンブルン宮殿の敷地の北西の角に位置する橋）の観測地点で、10分以内に1メートル以上の水位上昇を観測した。平常時の流量は毎秒200リットルに過ぎないが、最大水位時には毎秒45万リットルを記録し、平常時の2,000倍以上に達する。

### 水源からの流れ
レーカヴィンケル地区にあるカイザーブルンベルク山の標高540メートルの地点に水源があり、水源からしばらくは「デュレ・ウィーン川」(Dürre Wien、「枯れたウィーン川」）の名称で呼ばれている。全体の流路のおよそ半分はニーダーエーステライヒ州、半分はウィーン市内となっている。支流のプファルツァウアー・バッハ（以下、バッハが付くものは「小川」のこと）は「カルテ・ウィーン川」(Kalte Wien、「冷たいウィーン川」。別称、「大ウィーン川」<Große Wien>）とも呼ばれており、これがプレスバウム市の中心部で水源からのデュレ・ウィーン川と合流すると、そこから後は形容詞のない「ウィーン川」の呼称に変わる。
ヴォルフスグラーベン・バッハとの合流地点でウィーン川はせき止められ、ウィーン川渓谷上水道に水を供給するウィーンの森湖となっている。この湖は当初はウィーン市とプルカースドルフ市の飲料水供給を目的として長年利用されていたが、今日では緊急時用の溜池となっている。プレスバウム市を過ぎると、トゥルナーバッハ市とプルカースドルフ市内を流れ、支流として次の河川（小川）と合流する。ザウバッハ、ヴァイトリング・バッハ、ブレンテンマイス・バッハ（以上、プレスバウム市）、ノルベルティーヌムス・バッハ（トゥルナーバッハ市）、ヴォルフスグラーベン・バッハ、トゥルナー・バッハ、ダムバッハ、大シュタインバッハ、小シュタインバッハ、ドイッチュヴァルトバッハ、ガブリッツバッハ（以上、プルカースドルフ市）。
ウィーン市14区（ペンツィング区）のミュールベルク山のふもと付近でウィーン市内に入る。ウィーン市内での支流は次の通り。マウアーバッハ、ハルタ―バッハ、ヴルツバッハ、ヒルシェンバッハ、ロートヴァッサーグラーベン、グリューナウアー・バッハ。他に、ウィーン川への合流地点の前に下水道となって地下を流れるものに、マリーエンバッハ、ラインツァー・バッハ、ローゼンバッハ、アーマイスバッハがある。
アウホーフ変電所を過ぎると、流路はウィーン市の行政区の境界に重なり、左岸に14区・15区・6区・1区（ペンツィング、ルドルフスハイム・フュンフハウス、マリアヒルフ、インネレシュタット）、右岸に13区・12区・5区・4区・3区（ヒーツィング、マイトリング、マルガレーテン、ヴィーデン、ラントシュトラーセ）を見ながら進んでいく。
ウィーン市内では人工的なコンクリート河床になっている。これは19世紀末までは、壊滅的な被害をもたらす洪水に頻繁に見舞われており、その対策工事が進められたためである。地下化された区間もある。ウィーン市立公園では、景観上の配慮から地上を流れ、公園の景観の一部を成している。

## 歴史
およそ1100年頃から、ウィーン川の岸辺には小規模な水車小屋経営者が数多く住み着き始めた。その所有者・経営者としてはフォルンバッハ伯 (Grafen von Forrnbach) が関わっていた。水車にはぶどう畑と居酒屋が併設されていることが多く、水車（木製）の周囲には修復・改修の需要を当て込んで木材加工業者も住み着いていた。ウィーン川には水車用に人工の小川も作られていた。
河川の改修工事は1713年と1781年に行われているが（シェーンブルン宮殿庭園建築家のヨハン・ヴィルヘルム・バイヤーによるプロジェクト）、当時実行できたのは、罪人を労働力に使った河床の浚渫工事と、岸辺に柳やアカシアを植える、といった程度に過ぎなかった。
1860年、河川の一部を地下化し、岸壁の両側に交通路（鉄道）を整備する計画（数学者ヨーゼフ・マクシミリアン・ペッツヴァルによる）が発表され、最初は採用に至らなかったが、1862年に壊滅的な洪水被害が起きると、国（オーストリア帝国）・ニーダーエーステライヒ州・ウィーン市の三者の間でこの計画の採用を大筋で認めることとなった。ただし、ドナウ川とドナウ運河の改修工事と抱き合わせての計画立案となったため、ウィーン川の改修工事は後回しにされ、1875年にはドナウ川の工事が完成していたにもかかわらず、ウィーン川にとりかかったのは1890年代に入ってからであった。

## 環境

### 河川の制御と改修工事
当初、ウィーン川に船舶の航行を可能にしようという案もあった。これは二人の若き技術者、アツィンガーとグラーヴェによるもので、1874年に著書の中でプロジェクトとして公表されていた。それによれば、6つの貯水池を作って船舶の通航に十分な流量を維持しようとするもので、深さ1.9m、幅28.4mの「ウィーン船舶運河」(Wien-Schiffahrts-Canal)に作り変え、スクリュー船での航行を見込み、人員（旅客）は乗せずに建築資材の運搬が想定されていたが、その後、このプロジェクトはそれ以上熟したものとはならなかった。
専門家委員会による1882年の現状に関する報告書は次のように報告している。
「ウィーン川が、プルカースドルフ市からウィーン市の手前まで、あらゆる種類の排水がたまる下水溝と化し、ウィーン市に入ってからはもはや川の水とは呼べず、動物性・植物性のゴミ廃棄物が滞留する下肥状態になっている、という苦情が方々から寄せられている現状は、全くもって根拠のあることである。(・・・)とりわけ水質の腐敗と岸壁の汚染の最大の原因となっているのは、発酵工場や染色工場、化学工場やヒュッテルドルフ地区の醸造所などである」。
当時、全長17kmの流域（ウィーン市内の分）に対して設定されたウィーン川制御法規は今日もなお効力を有している。これは1892年にオーストリア帝国議会（ハンガリー王冠領を除いたツィスライタニエンの議会）で制定された「ウィーンの公共交通設備の整備に関する法律」(Gesetz über die Ausführung öffentlicher Verkehrsanlagen in Wien)で、帝王室商業大臣(k.k.Handelsminister)直属の「ウィーン交通設備委員会」(Kommission für Verkehrsanlagen in Wien)の管轄下で施行された。委員会は財源として必要な国債を以後90年間を上限に発行できる権限を有していた。
1500万グルデン（2016年現在の貨幣価値に換算して2億ユーロ）の予算が提示され、国・ニーダーエーステライヒ州・ウィーン市の三者で500万グルデンずつ分担することが決定された。上記の法律に付随する詳細な計画書では、川の流量を最大で毎秒600m³とすることが求められ（計画書の中心に据えられたのはウィーン市営鉄道の新設計画だった）、1894年、委員会からウィーン市建築局へ工事の施工が委託された。
洪水対策として、ウィーンの森にせき止め湖の「ウィーンの森湖」(Wienerwaldsee)が、ウィーン市西部のアウホーフ地区に川の排水制御用の貯水池がそれぞれ設置された。その後、時代が移って河畔の自然再生の動きが出てきた現在では、こうした湖や貯水池は、既にある豊かな湿地生態系として見直されている。
ウィーン川はウィーン市内ではほぼ全面的にコンクリート護岸となっている。これは壊滅的な被害を伴う洪水対策として1895年から1899年の期間に整備されたものである。護岸のコンクリート化と並行してウィーン市営鉄道（シュタットバーン）のウィーンタール線（ウィーン川渓谷線）の建設工事が進められた。この路線はヒュッテルドルフ・ハッキング(13区・14区)間のツッファー橋(Zufferbrücke)（13区・14区）から市立公園脇のJohannesgasse（1区・3区）までのウィーン川右岸（南側）を通り、川とは壁を隔てて区切られ、両岸の地表面よりも低く掘り下げた深さに線路が敷設された。
市営鉄道の建設工事に建築芸術の面から関わったオットー・ワーグナーは、シェーンブルン宮殿（13区）からカールスプラッツ広場（1区・4区）までの区間に蓋をして暗渠化し、蓋の上の空間に豪華通り（ウィーンツァイレ通り）を新設する計画を熱心に提案したが、実際に暗渠化が実現したのはピルグラム橋(Pilgrambrücke)より下流の2.8㎞の区間に留まった。
都市の下水対策として、護岸化された川の両岸には集積排水管、通称「コレラ排水管」が作られたが（ウィーン川右岸集積排水管とウィーン川左岸集積排水管の2本）、川の本体へ漏水が起きており、強雨時には特に酷い状況になっていたため、その対策として、1997-2001年と2003-2006年にウィーン川渓谷排水管(Wiental-Kanal)が増設された。これは全長3.5㎞の配管をウィーン川の河床の地下に通すもので、ピルグラム通り近くのエルンスト・アルノルト公園（5区）でウィーン川右岸集積排水管から分岐し、河口のビル「ウラニア」脇で右岸主要集積排水管・補強排水管（2000年完成）に合流している。この排水管は貯水槽としての機能もあり、最大で11万m³の貯水能力がある。この工事の最大の難所はカールスプラッツ広場で地下鉄U1線と交差する地点で、地下鉄の立坑のわずか3メートル下に排水管が通っている。
護岸化された川に高架を設けて都市高速道路網を整備する構想も、過去にはたびたび議論されてきた。都市高速道路構想は1960年代に活発に議論が取り行われたが、市長フェリックス・スラヴィークの1972年9月2日の基本方針演説により議論に終止符が打たれた。

### ウィーン川遊歩道
20世紀後半には、川のコンクリート護岸を歩行者や自転車に開放する構想も上がっていたが、頻繁な水位変化がネックとなり、2010年までに実現したのはアウホーフとケネディ橋の間の約7㎞の区間のみで、左岸（北側）に警告表示とランプが設置された。
政治レベルの紛らわしい広報が影響して「ウィーン川ハイウェイ」（自転車用）と誤解されたこともあったが、実態は自転車用の高速走行路ではなく、歩行者・自転車の利用と子供の遊び場所を想定した遊歩道である。自転車用の走行路があるのは護岸ではなく、道路レベルに設けられており、川に沿って自転車で走ることができる。

### 将来像
従来、ウィーン川渓谷の用途は交通（鉄道や道路）での利用がメインであるため、行楽の比重は小さなものにとどまっている。そこで、2005年のウィーン市開発計画では、ウィーン川渓谷に現状以上に手を付けないこと、既存の人工設備には行楽での利用価値を追加していくことが努力目標として示され、シェーンブルン宮殿脇の流域を新たに整備することが特に明記されている。
2013年10月、ブロイハウス橋・ハルタ―バッハ合流地点とニコライ道(Nikolaisteg)の間で自然再生の試みがスタートした。ここでは、旧来の洪水対策に加え、河川の水域に行楽面の価値を付加して活用しようという姿勢が前面に出ている。淡水の動植物が戻って定着することも期待され、2014年3月、工事は計画通り完了した。

## 名所
13区（ヒーツィング）と12区（マイトリング）の境界付近のウィーン川沿いにシェーンブルン宮殿がある。そこから下流へ進むと、6区（マリアヒルフ）のナッシュマルクト（野外市場）とアン・デア・ウィーン劇場があり、同じ6区では、ウィーン川の改修工事の完成後にオットー・ワーグナーがウィーン川沿いの通り（ヴィーン・ツァイレ）にユーゲントシュティル様式の豪華奢侈な通りを作ろうと夢見た構想の名残がその建築群に見られる。
この他に、ウィーン川沿いには、オットー・ワーグナーの設計による鉄道駅舎もいくつかあり、当初は蒸気市街電車に使われ、後にウィーン電気市営鉄道(Wiener Elektrische Stadtbahn)のウィーンタール線（ウィーン川渓谷線）で1981年まで使用されたものである。鉄道の副産物の形でできたものに、数キロに及ぶオットー・ワーグナー欄干があり、現在も多数見ることができる。この他、ワーグナーと同時代の建物に、ヨジェ・プレチュニック（5区のランガー賃貸住宅）やオスカー・マルモレクの建築（5区のリューディガーホーフ）がある。ウィーン市立公園（1区、3区）にはウィーン川がドナウ運河に注ぐ直前の流路が通っており、市街地の中でも貴重な緑の憩いの場となっている。ドナウ運河への合流地点の手前には、旧ウィーン市民劇場（3区）、応用芸術博物館（1区）、応用芸術大学（1区）、歴史的建築である中央税関（3区）、帝王室軍事省（1区）、天文台などが入るウラニア（1区）がある。

## ギャラリー

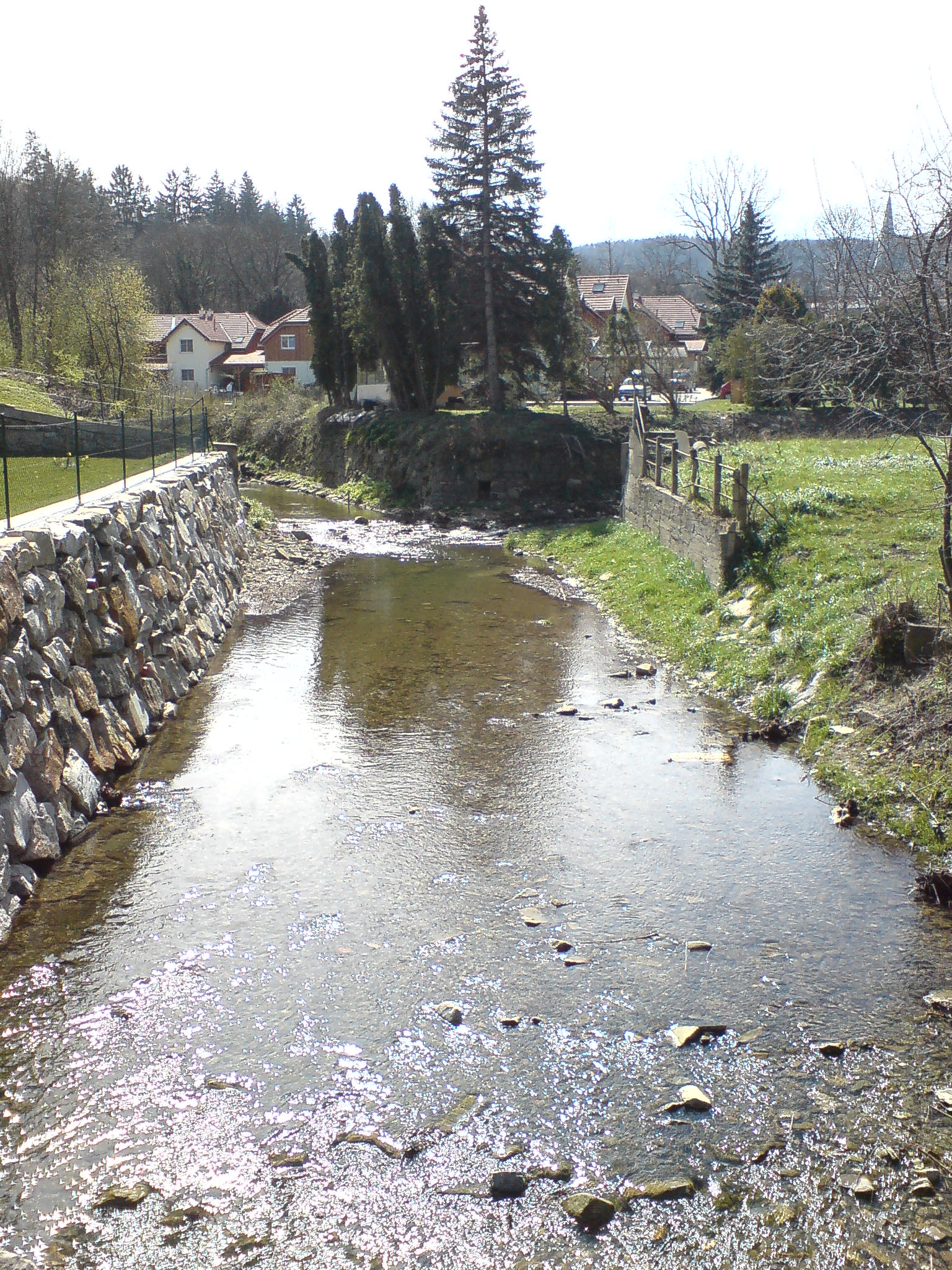
プレスバウム市内で「デュレ・ウィーン川（枯れたウィーン川）」と「カルテ・ウィーン川（冷たいウィーン川）」が合流し、ウィーン川となる地点。
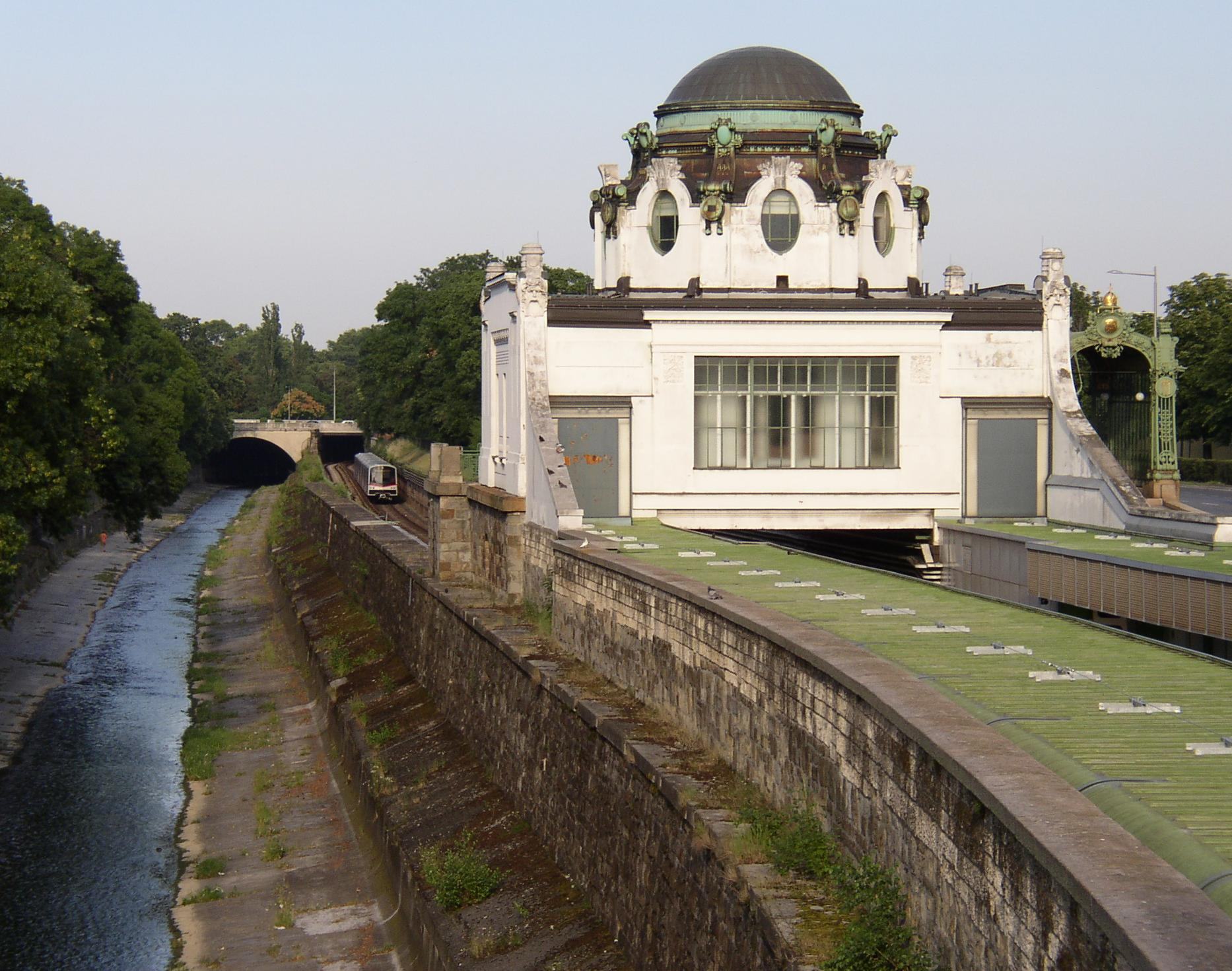
オットー・ワーグナーによるシュタットバーン（市営鉄道）駅舎（現在の13区、地下鉄ヒーツィング駅近隣）。
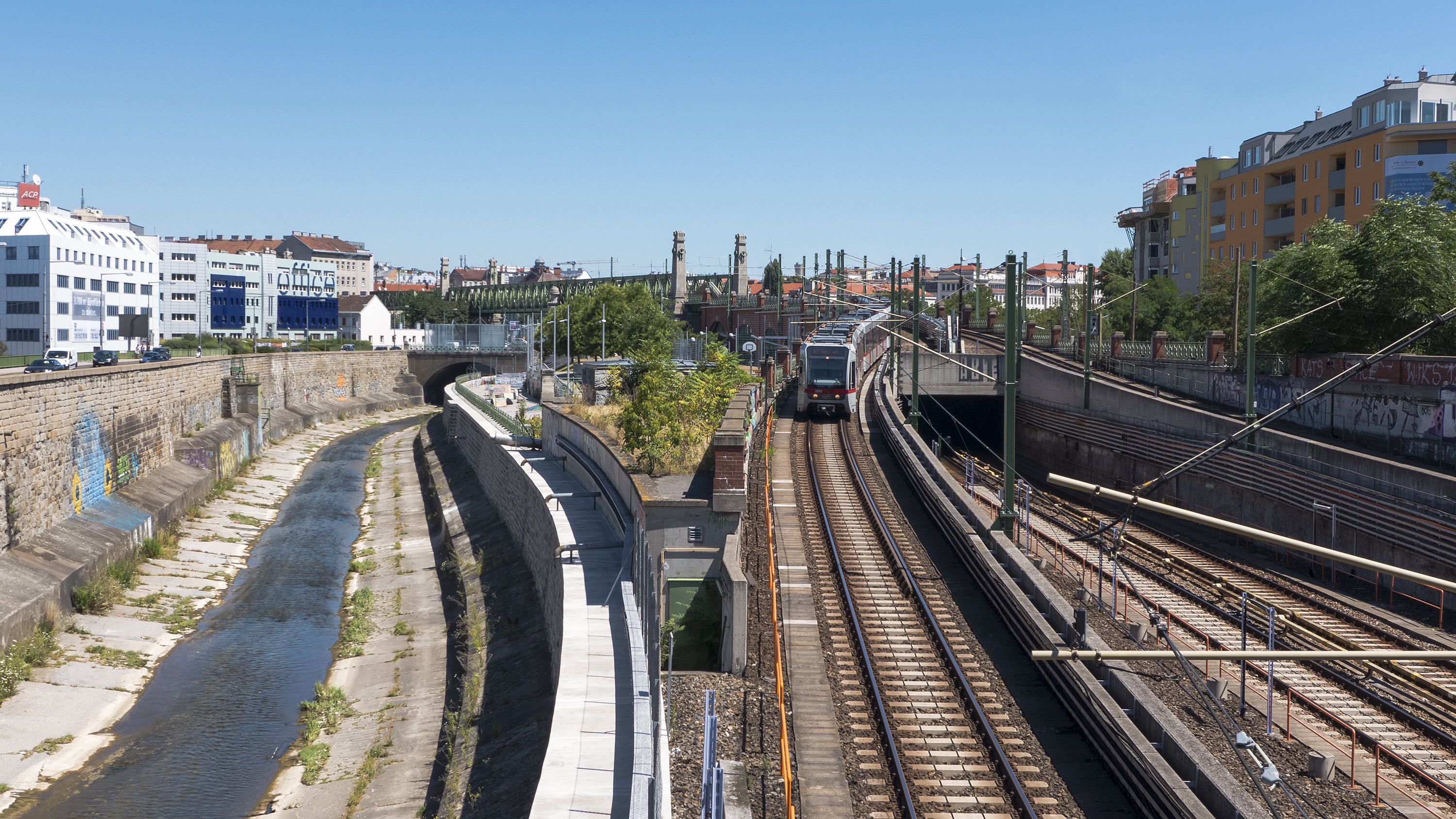
12区のレンゲンフェルトガッセ通り周辺を流れるウィーン川の様子。写真中央は地下鉄U6線、右端は地下鉄U4線の線路。
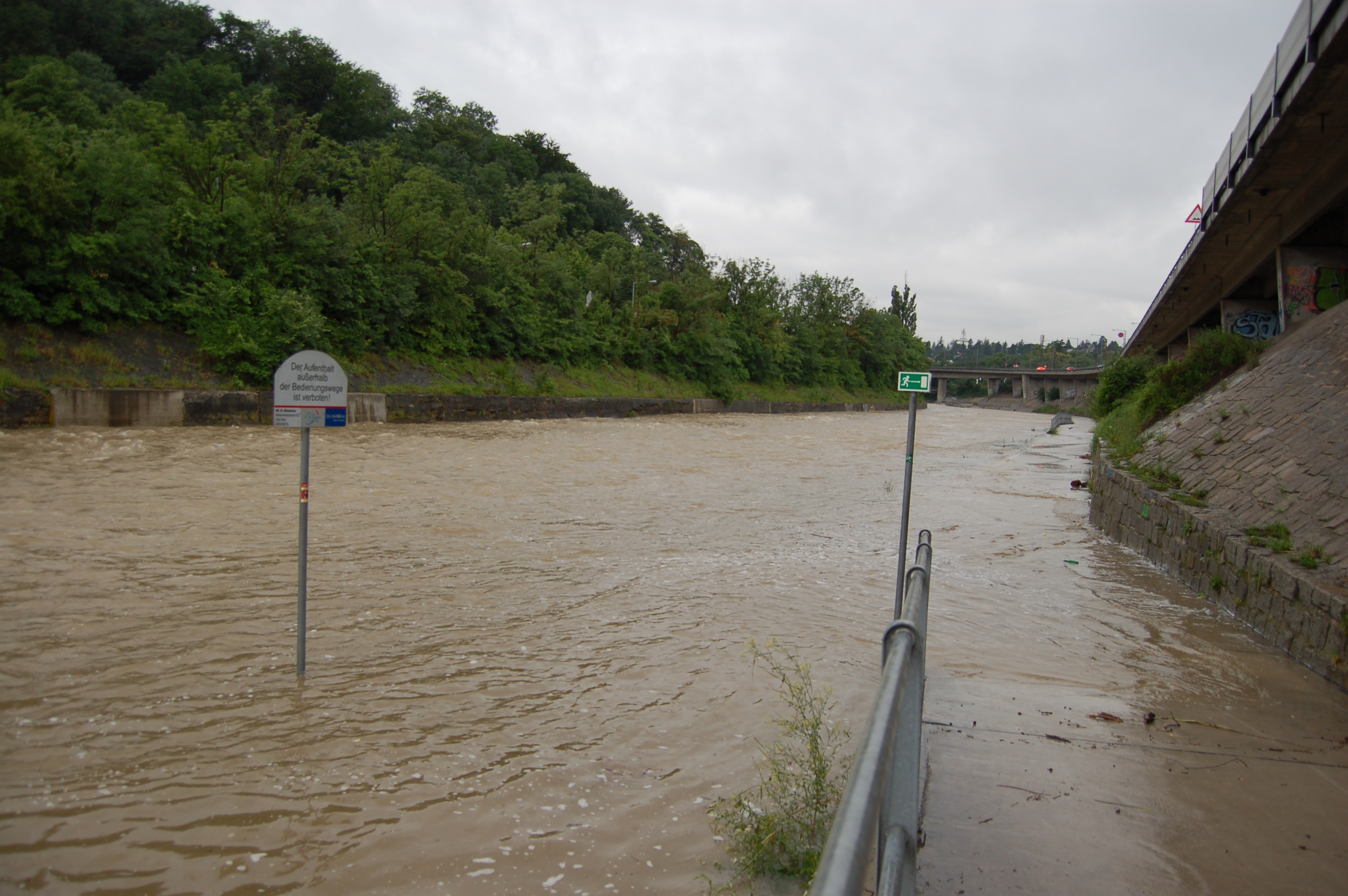
2009年7月の水位上昇時の様子。
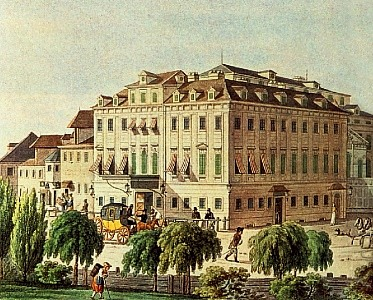
1815年頃のアン・デア・ウィーン劇場。額縁の下端の切れ目にウィーン川が見える。
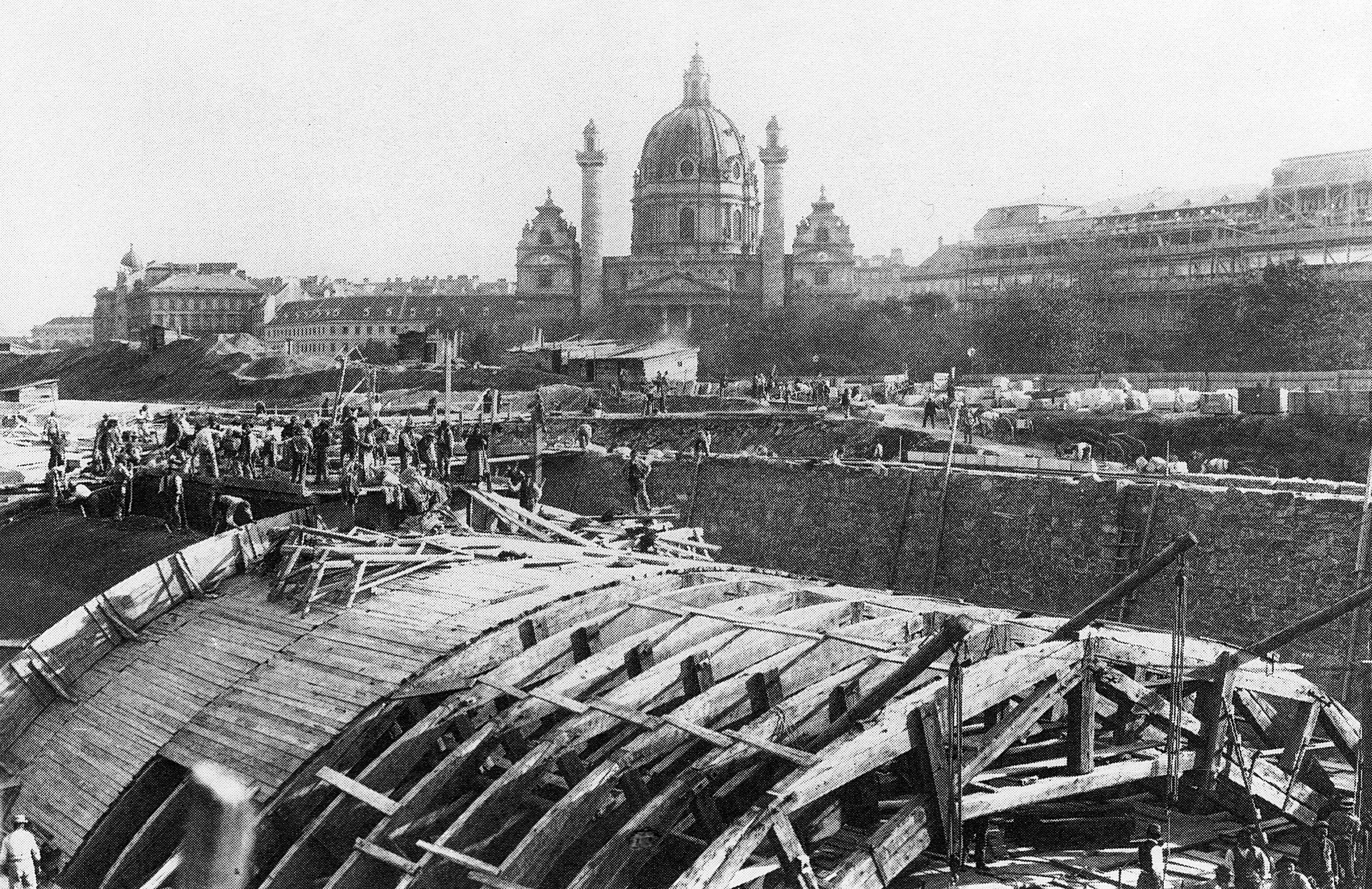
カールスプラッツ広場周辺でのウィーン川の改修と地下化工事の様子(1897-1898) 。
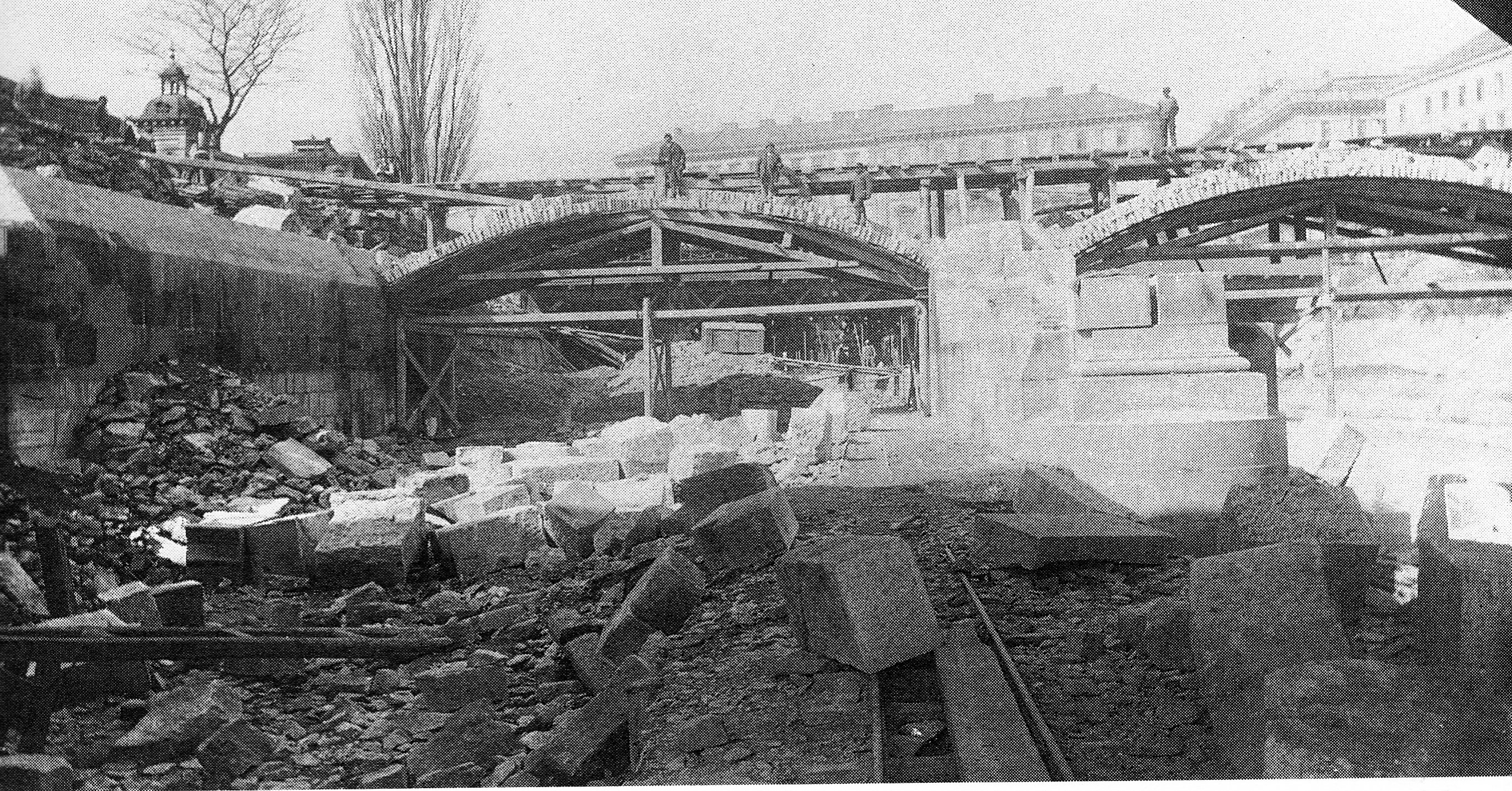
カールスプラッツ広場周辺でのウィーン川の改修と地下化工事の様子(1897-1898) 。
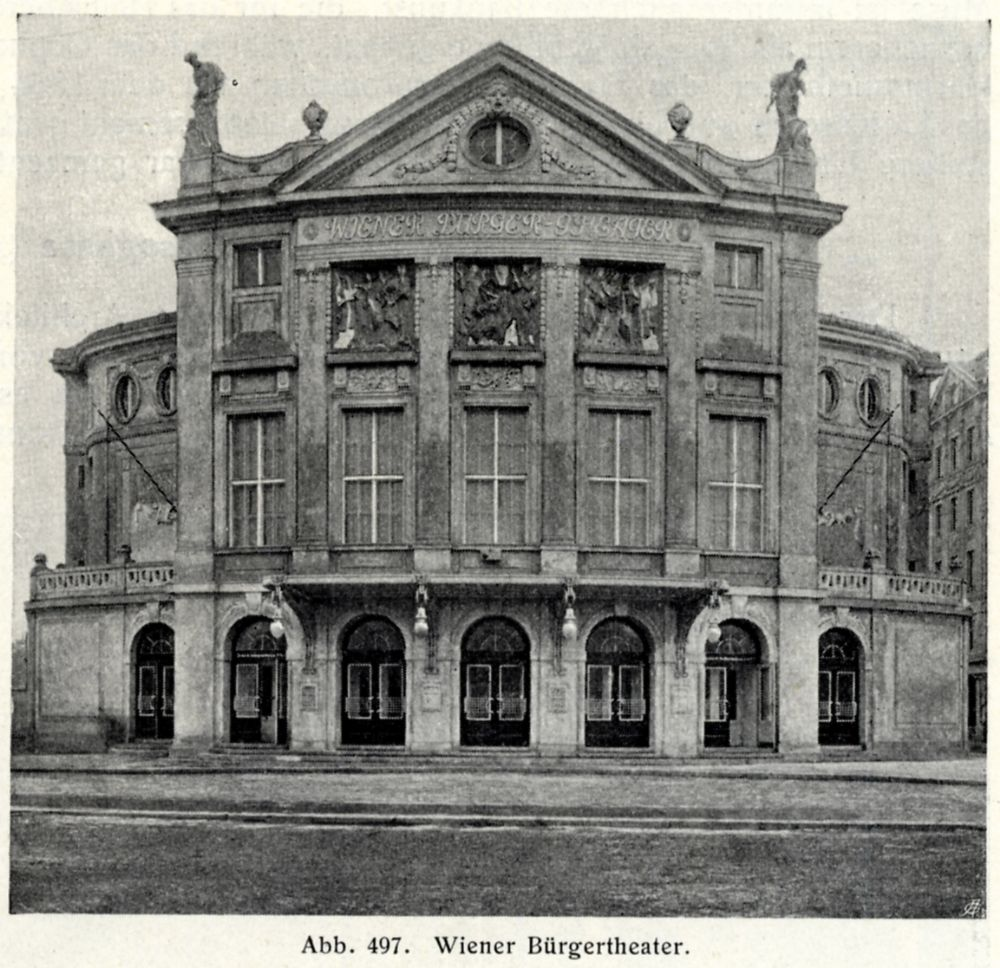
ウィーン市3区、Vordere Zollamtsstraße 13のウィーン市民劇場(1905–1960)。これももう一つの「"アン・デア・ウィーン"劇場」（文字通りに「"ウィーン川河畔にあった"劇場」）と言える。

## 映像
- 2015：「ウィーン川」、オーストリア、ウィーン市制作、ドキュメンタリー映画、2分30秒、インターネット公開：2015年7月24日[stadtUNbekannt: Die Wien. Dokumentarfilm, Österreich, 2015, 2:30 Min., Gestaltung: Bohmann, Produktion: Stadt Wien, Internetpublikation: 24. Juli 2015, Online-Video(動画).] （ドイツ語）
- 2018：「ウィーン川．ウィーンの河川」、オーストリア、ORF（テレビ局）制作、ドキュメンタリー映画、45分13秒、初回放送：2018年3月6日[Der Wienfluss – Wiener Gewässer. Dokumentarfilm, Österreich, 2018, 45:13 Min., Buch und Regie: Norman, Roswitha und Ronald P. Vaughan, Produktion: Vaughan Video, ORF, Reihe: Erbe Österreich, Erstsendung: 6. März 2018 bei ORF III, Inhaltsangabe(番組の内容紹介) von ORF.] （ドイツ語）